# (8559) 1995 QM2
A (8559) 1995 QM2 a Naprendszer kisbolygóövében található aszteroida. Y. Shimizu és Urata Takesi fedezte fel 1995. augusztus 25-én.